# دييغو توريس رودريغيز
دييغو توريس رودريغيز (بالإسبانية: Diego Torres Rodríguez)‏ (مواليد 19 سبتمبر 1978) هو لاعب كرة قدم إسباني ، يجيد اللعب في مركز الهجوم ، ويلعب حاليًا لنادي بالنسيا الإسباني.

## روابط خارجية
- دييغو توريس رودريغيز على موقع قاعدة بيانات كرة القدم.إي يو (الإنجليزية)
- دييغو توريس رودريغيز على موقع Soccerway.com (الإنجليزية)
- Diego Torres